# Klaus Hinrich Klahn
Klaus Hinrich Klahn (* 10. Oktober 1776 in Dahme (Holstein); † 13. Oktober 1851 in Hamburg (South Carolina)) war ein deutscher Händler. Er wanderte 1805 in die USA aus und nannte sich dort Henry Shultz. Er wurde bekannt als Errichter einer Brücke über den Savannah River und als Gründer der Stadt Hamburg in South Carolina.

## Leben
Klaus Hinrich Klahn wuchs in dem kleinen Fischer- und Bauerndorf Dahme in Holstein am Ausgang der Lübecker Bucht auf. Der Sohn eines leibeigenen Arbeiters besuchte die einklassige Volksschule in Dahme und wanderte nach seiner Konfirmation mit 16 Jahren in die freie und Hansestadt Lübeck. Dort lernte er genug über das Handelsgeschäft, um sich als Getreide- und Saatguthändler um die Jahrhundertwende in Dahme zu etablieren. Nach wenigen Jahren verlegte er sein Geschäft auf die andere Seite der Lübecker Bucht nach Wismar und war dort sehr erfolgreich. Bei Einfall der Armee Napoleons in Mecklenburg wurde all sein Hab und Gut beschlagnahmt und er war ruiniert. Um seinen Gläubigern zu entkommen, begab er sich 1805 nach Altona und schrieb sich dort bei der dänischen Marine unter Verwendung des Namens Heinrich Schultz ein.
Nach wenigen Monaten der Grundausbildung entkam er als blinder Passagier auf einem amerikanischen Schoner, wurde entdeckt und musste sich für zwei Jahre verdingen. Vor Ablauf dieser Zeit wurde er in Georgia an einen Baumwollhändler verkauft. Nach seiner Freilassung machte er sich selbständig als Händler, der Baumwolle von Augusta in Georgia aus auf dem Savannah River verschiffte.
1814 errichtete er eine Brücke über den Savannah River und hatte erhebliche Einnahmen durch Erhebung eines Brückenzolls; genug, um nach mehr als zehn Jahren seine Gläubiger in Deutschland mit Zins und Zinseszins zu befriedigen und seine Rückkehr nach Deutschland vorzubereiten. Er gründete sogar eine Bank, die Bridge Company of Augusta, deren „Bridge Bills“ als Zahlungsmittel etabliert waren. In der Bankenkrise von 1819 wurde sie aber zahlungsunfähig, und die Brücke fiel in die Hände seiner Gläubiger. In Shultz' Augen waren es gewisse Einwohner Augustas, die ihm den Erfolg neideten und ihn in den Ruin trieben. Er musste alle Pläne nach Dahme zurückzukehren fallen lassen und beging einen Selbstmordversuch, der ihn auf Lebzeiten entstellte.
In direkter Konkurrenz zur Stadt Augusta in Georgia gründete er 1821 die Stadt Hamburg auf der South-Carolina-Seite des Savannah und es gelang ihm große Teile des Baumwollhandels dorthin zu verlagern. Die Stadt blühte auf und Shultz alias Klahn verdiente Geld durch den Verkauf von Land, die Vermietung von Gebäuden und die Beteiligung an Firmen. Nachdem er in einem aufsehenerregenden Prozess wegen fahrlässiger Tötung angeklagt, verurteilt und vom Gouverneur des Staates South Carolina wieder begnadigt worden war, fiel es ihm jedoch schwer, Gelder aus diesen geschäftlichen Beziehungen wieder einzutreiben, und er musste 1928 wieder Konkurs anmelden. Shultz/Klahn starb vereinsamt und arm im Alter von 75 Jahren in Hamburg, South Carolina, der Stadt, die er gegründet hatte.